# Lista produkcji oryginalnych Star

logo

Poniżej znajduje się lista seriali, programów oryginalnych i filmów stworzonych lub zapowiedzianych dla platformy streamingowej Disney+ poprzez usługę zintegrowaną Star. Lista zawiera również produkcje, które są dystrybuowane na rynku międzynarodowym za pośrednictwem tej usługi jako Star Orginals.

## Lokalne produkcje

### Seriale aktorskie
| Tytuł         | Oryginalna premiera | Uwagi                | Przypis |
| ------------- | ------------------- | -------------------- | ------- |
| Besos al aire | 26 marca 2021       | produkcja hiszpańska | [ 1 ]   |

### Seriale dokumentalne
| Tytuł                     | Oryginalna premiera | Uwagi                 | Przypis     |
| ------------------------- | ------------------- | --------------------- | ----------- |
| That One Word – Feyenoord | 27 sierpnia 2021    | produkcja holenderska | [ 2 ] [ 3 ] |

## Międzynarodowa dystrybucja

### Seriale aktorskie
| Tytuł                      | Premiera Disney+     | Stacja oryginalnej emisji | Uwagi         | Przypis             |          |
| Dostępne                   | Dostępne             | Dostępne                  | Dostępne      | Dostępne            | Dostępne |
| -------------------------- | -------------------- | ------------------------- | ------------- | ------------------- | -------- |
| Big Sky                    | 23 lutego 2021       | ABC                       |               | [ 4 ] [ 5 ]         |          |
| Godfather of Harlem        | 23 lutego 2021       | Epix                      |               | [ 6 ]               |          |
| Helstrom                   | 23 lutego 2021       | Hulu                      |               | [ 4 ]               |          |
| High Fidelity              | 23 lutego 2021       | Hulu                      |               | [ 7 ]               |          |
| Love, Victor               | 23 lutego 2021       | Hulu                      |               | [ 4 ] [ 8 ]         |          |
| Black Narcissus            | 5 marca 2021         | FX / BBC One              |               | [ 9 ] [ 10 ]        |          |
| Dollface                   | 5 marca 2021         | Hulu                      |               | [ 11 ] [ 12 ]       |          |
| Obłudna gra                | 12 marca 2021        | Fox                       | [ 11 ]        |                     |          |
| NeXt                       | 12 marca 2021        | Fox                       | [ 11 ] [ 12 ] |                     |          |
| Love in the Time of Corona | 12 marca 2021        | Freeform                  |               | [ 11 ] [ 12 ] [ 9 ] |          |
| Nauczycielka               | 23 kwietnia 2021     | FX on Hulu                |               | [ 13 ]              |          |
| Rebel                      | 28 maja 2021         | ABC                       |               | [ 14 ]              |          |
| The Gloaming               | 11 czerwca 2021      | Stan                      |               | [ 15 ]              |          |
| American Horror Stories    | 25 sierpnia 2021     | FX on Hulu                |               | [ 16 ]              |          |
| Zbrodnie po sąsiedzku      | 31 sierpnia 2021     | Hulu                      |               | [ 17 ]              |          |
| Rdzenni i wściekli         | 1 września 2021      | FX on Hulu                |               | [ 18 ]              |          |
| Y: The Last Man            | 22 września 2021     | FX on Hulu                |               | [ 19 ]              |          |
| Tokyo MER                  | 27 października 2021 | TBS                       |               | [ 20 ]              |          |
| Lekomania                  | 12 listopada 2021    | Hulu                      |               | [ 21 ]              |          |

#### Kontynuacje
| Tytuł                 | Premiera Disney+     | Stacja oryginalnej emisji | Uwagi         | Przypis |
| --------------------- | -------------------- | ------------------------- | ------------- | ------- |
| Grown-ish             | 30 kwietnia 2021     | Freefrom                  | od 3. sezonu  | [ 22 ]  |
| Wojna światów         | 16 lipca 2021        | Canal+ / Fox              | od 2. sezonu  | [ 23 ]  |
| Żywe trupy            | 23 sierpnia 2021     | AMC / Fox                 | od 11. sezonu | [ 24 ]  |
| American Horror Story | 20 października 2021 | FX                        | od 10. sezonu | [ 25 ]  |

### Seriale animowane
| Tytuł           | Premiera Disney+ | Stacja oryginalnej emisji | Uwagi    | Przypis  |          |
| Dostępne        | Dostępne         | Dostępne                  | Dostępne | Dostępne | Dostępne |
| --------------- | ---------------- | ------------------------- | -------- | -------- | -------- |
| Solar Opposites | 23 lutego 2021   | Hulu                      |          | [ 4 ]    |          |
| M.O.D.O.K.      | 21 maja 2021     | Hulu                      |          | [ 26 ]   |          |
| The Great North | 29 września 2021 | Fox                       |          | [ 27 ]   |          |

#### Kontynuacje
| Tytuł           | Premiera Disney+ | Stacja oryginalnej emisji | Uwagi        | Przypis |
| --------------- | ---------------- | ------------------------- | ------------ | ------- |
| Bless the Harts | 2 kwietnia 2021  | Fox                       | od 2. sezonu |         |

### Seriale dokumentalne
| Tytuł                 | Premiera Disney+ | Stacja oryginalnej emisji | Uwagi    | Przypis  |          |
| Dostępne              | Dostępne         | Dostępne                  | Dostępne | Dostępne | Dostępne |
| --------------------- | ---------------- | ------------------------- | -------- | -------- | -------- |
| Pride                 | 25 czerwca 2021  | FX                        |          | [ 15 ]   |          |
| Hip Hop Uncovered     | 9 lipca 2021     | FX                        |          | [ 28 ]   |          |
| McCartney 3,2,1       | 16 lipca 2021    | Hulu                      |          | [ 29 ]   |          |
| A Wilderness of Error | 6 sierpnia 2021  | FX                        |          | [ 30 ]   |          |
| The D’Amelio Show     | 3 września 2021  | Hulu                      |          | [ 31 ]   |          |

### Filmy
| Nomadland                                                          | 30 kwietnia 2021     |              | [ 32 ] [ 22 ] |
| Summer of Soul (...Or, When the Revolution Could Not Be Televised) | 2 lipca 2021         |              | [ 33 ]        |
| Hysterical                                                         | 6 sierpnia 2021      | dokumentalny | [ 30 ]        |
| Wakacyjni przyjaciele                                              | 27 sierpnia 2021     |              | [ 30 ]        |
| Books of Blood                                                     | 29 października 2021 |              | [ 25 ]        |

## Zapowiedziane

### Międzynarodowa dystrybucja
| Tytuł       | Premiera Disney+ | Stacja oryginalnej emisji | Uwagi         | Przypis |
| ----------- | ---------------- | ------------------------- | ------------- | ------- |
| The Dropout | BRAK DANYCH      | Hulu                      |               | [ 34 ]  |
| Platform    | BRAK DANYCH      | FX on Hulu                |               | [ 34 ]  |
| The Old Man | BRAK DANYCH      | FX on Hulu                | [ 34 ] [ 35 ] |         |
| Shōgun      | BRAK DANYCH      | FX on Hulu                | [ 34 ]        |         |
| Alien       | BRAK DANYCH      | FX on Hulu                | [ 34 ]        |         |

### Programy rozrywkowe
| Tytuł                                   | Premiera Disney+ | Stacja oryginalnej emisji | Uwagi | Przypis |
| --------------------------------------- | ---------------- | ------------------------- | ----- | ------- |
| Niezatytułowany program o Kardashianach | 2021             | Hulu                      |       | [ 36 ]  |

### Filmy
| Tytuł | Premiera Disney+ | Stacja oryginalnej emisji | Uwagi | Przypis |
| ----- | ---------------- | ------------------------- | ----- | ------- |
| Prey  | 2022             | Hulu                      |       | [ 37 ]  |

### Lokalne produkcje

#### Seriale aktorskie
| Tytuł                   | Oryginalna premiera | Uwagi               | Przypis |
| ----------------------- | ------------------- | ------------------- | ------- |
| Mauvaise Pioche         | 2022                | produkcja belgijska | [ 38 ]  |
| The Good Mothers        | BRAK DANYCH         | produkcja włoska    | [ 2 ]   |
| The Ignorant Angels     | BRAK DANYCH         | produkcja włoska    | [ 2 ]   |
| Oussekine               | BRAK DANYCH         | produkcja francuska | [ 2 ]   |
| Soprano: Sing or Die    | BRAK DANYCH         | produkcja francuska | [ 2 ]   |
| Sam – A Saxon           | BRAK DANYCH         | produkcja niemiecka | [ 2 ]   |
| Sultan City             | BRAK DANYCH         | produkcja niemiecka | [ 2 ]   |
| Dünya ile Benim Aramda  | BRAK DANYCH         | produkcja turecka   | [ 39 ]  |
| Kaçış                   | BRAK DANYCH         | produkcja turecka   | [ 40 ]  |
| Siyaha Bulaşan Kadınlar | BRAK DANYCH         | produkcja turecka   | [ 41 ]  |

#### Kontynuacje
| Tytuł | Oryginalna premiera | Uwagi            | Przypis |
| ----- | ------------------- | ---------------- | ------- |
| Boris | BRAK DANYCH         | produkcja włoska | [ 2 ]   |